# Withypool
Withypool är en ort i civil parish Withypool and Hawkridge, i enhetskommunen Somerset, Storbritannien. Den ligger i grevskapet Somerset och riksdelen England, i den södra delen av landet, 250 km väster om huvudstaden London. Withypool ligger 256 meter över havet och antalet invånare är 201. Civil parish hade 222 invånare år 1931. Byn nämndes i Domedagsboken (Domesday Book) år 1086, och kallades då Widepolle/Widepolla.
Terrängen runt Withypool är kuperad åt sydost, men åt nordväst är den platt. Runt Withypool är det ganska glesbefolkat, med 48 invånare per kvadratkilometer. Närmaste större samhälle är Minehead, 15,8 km nordost om Withypool. Trakten runt Withypool består i huvudsak av gräsmarker.